# Diplusodon quintuplinervius
Diplusodon quintuplinervius är en fackelblomsväxtart som först beskrevs av Christian Gottfried Daniel Nees von Esenbeck, och fick sitt nu gällande namn av Emil Bernhard Koehne. Diplusodon quintuplinervius ingår i släktet Diplusodon och familjen fackelblomsväxter. Inga underarter finns listade i Catalogue of Life.